# سیل ۱۳۸۵ دشت مغان اردبیل
سیل ۱۳۸۵ دشت مغان اردبیل در روزهای ۱۸ و ۱۹ اردیبهشت بر اثر بارندگی‌های شدید در منطقه دشت مغان اردبیل و شهرهای خلخال، گرمی و پارس‌آباد جاری شد، در پی این سیلاب خسارات فراوانی به مراتع و زمین‌های کشاورزی منطقه دشت مغان وارد گشت، سیل علاوه بر تلفات جانی به بیش از ۷۵۰۰ هکتار از اراضی زراعی منطقه نیز بالغ بر ۷۳ میلیارد ریال و با تلف نمودن افزون بر ۹۴۰۰ رأس انواع احشام ۱۵ میلیارد ریال نیز بر این بخش صدمه زد. میزان خسارت‌های مادی نیز ۱۸ میلیارد و ۴۰۰ میلیون تومان برآورد شد.

## واکنش‌ها به سیل
رحیم فرزانه مدیرکل منابع طبیعی استان اردبیل در جمع روسای ستادی و منابع طبیعی شهرستان‌ها در جهت سیلاب‌ها اخیر و به‌منظور حفاظت از منابع طبیعی استان و جلوگیری از تخریب جنگل‌ها و مراتع به‌زودی با همکاری نیروی انتظامی گارد حفاظت از جنگل‌ها و مراتع در استان اردبیل تشکیل می‌شود.